# Euphorbia friesiorum
Euphorbia friesiorum es una especie fanerógama perteneciente a la familia de las euforbiáceas. Es endémica de Kenia.

## Descripción
Es un arbusto o árbol con el tallo erecto que alcanza un tamaño de 2-7 m de altura, hojas semi-suculentas con grandes ramas con cicatrices, hojas oblanceolados a lanceoladas, de 20 x 6 cm, no espinosas.

## Ecología
Se encuentra en los suelos arenosos bentónicos, por lo general en las laderas rocosas, en matorrales de Acacia-Commiphora y bosques caducifolios, a una altitud de 700-2000 metros.
Está relacionada con Euphorbia grantii, Euphorbia pseudograntii.

## Taxonomía
Euphorbia friesiorum fue descrita por (Hassl.) S.Carter y publicado en Kew Bulletin 40: 818. 1985.
Etimología
Euphorbia: nombre genérico que deriva del médico griego del rey Juba II de Mauritania (52 a 50 a. C. - 23), Euphorbus, en su honor – o en alusión a su gran vientre –  ya que usaba médicamente Euphorbia resinifera. En 1753 Carlos Linneo asignó el nombre a todo el género.
friesiorum: epíteto otorgado en honor de los hermanos Robert Elias Fries (1876 - 1966) y Thore Christian Elias Fries (1886 - 1931), botánicos y recolectores de plantas suecos.
Sinonimia
- Euphorbia grantii var. friesiorum Hassl.[6]